# Blackberry Q10

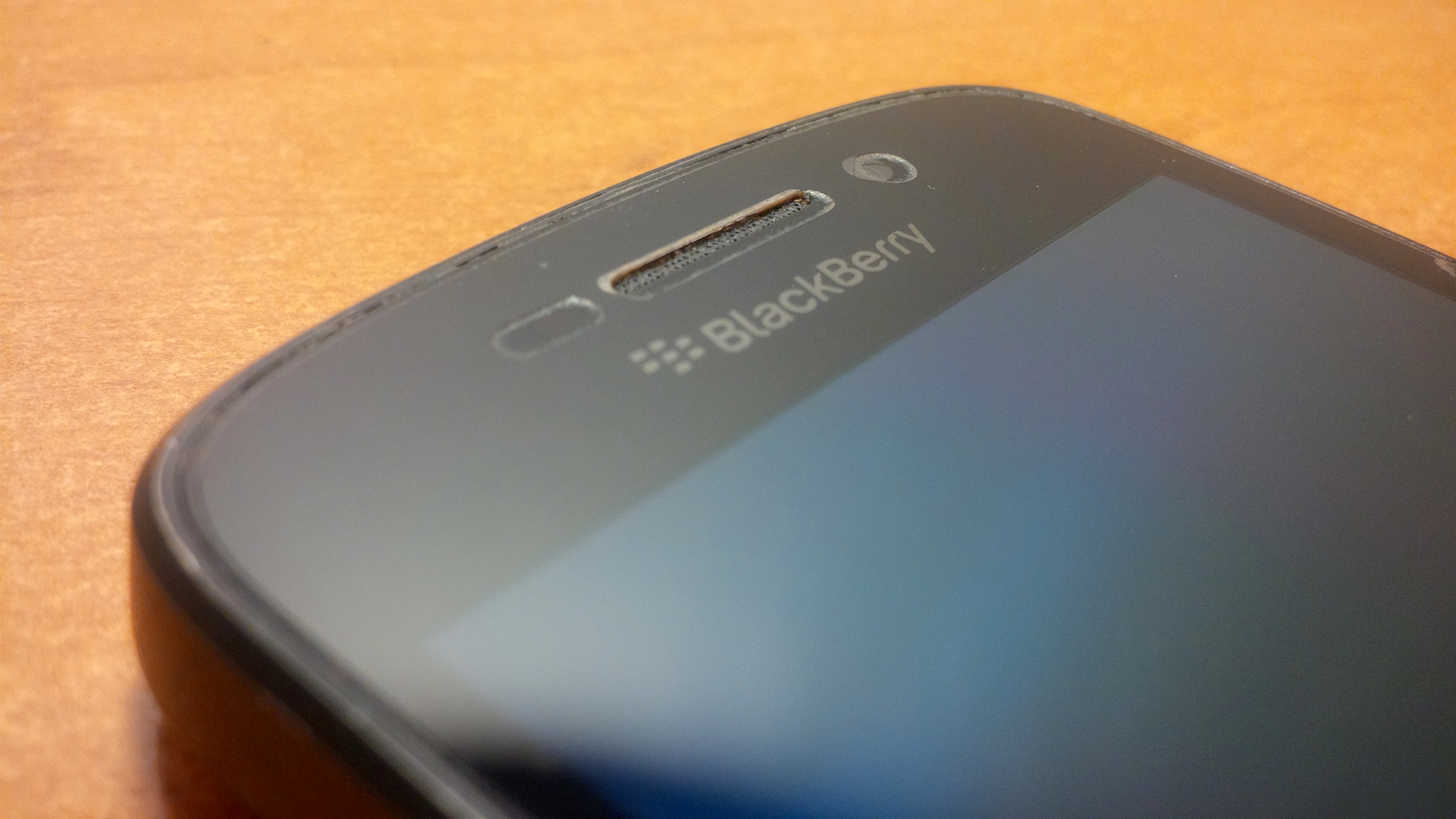
Logo firmy

BlackBerry Q10 – flagowy telefon firmy BlackBerry ze stycznia 2013 roku. Oparty na systemie BlackBerry OS 10. Rewolucyjnym pod względem polityki korzystania z terminalu. Zrezygnowano z usług BIS/BES co pozwoliło na korzystanie z urządzenia w sposób mniej problemowy dla użytkownika. Dzięki temu by korzystać z Internetu nie jest wymagane wykupienie usługi BIS/BES która była przypisana do konkretnej karty SIM. Często też operatorzy nie mogli zapewnić poprawnego działania usługi. Zaletą usługi BIS/BES był nielimitowany transfer danych. W terminalach wyposażonych w system OS 10 wystarczy pakiet Internetu. Dodatkowo telefon może się komunikować za pomocą: Wi-Fi, Bluetooth, NFC, USB, GPS z AGPS, HDMI.
Transmisja danych obywa się w standardach: GPRS, EDGE, 3G, HSDPA, HSUPA, HSPA, HSPA+, LTE. Warto dodać, że cała rodzina telefonów wyposażonych w system 10 ma wbudowane aplikacje do komunikacji: BBM, czyli komunikator który pozwala na wysyłanie/odbieranie wiadomości, wysyłanie zdjęć, filmów, grafik, prowadzenie rozmów głosowych, jak i wideo rozmów, pozwala na czaty grupowe. Każdy z użytkowników do swojego urządzenia ma przypisany unikalny pin. Składa się on z kombinacji liter oraz znaków. Po podaniu go drugiemu użytkownikowi możliwa jest komunikacja. Zaletą tego rozwiązania jest też bezpieczeństwo danych. Pozostają one jedynie na urządzeniach będących w komunikacji. Wszystko to odbywa się na serwerach BlackBerry. Twórcy aplikacji umożliwili instalacje komunikatora na innych platformach takich jak Android oraz iOS. Dostępna jest ona zupełnie za darmo w sklepach z aplikacjami przeznaczonych do tych systemów.
BlackBerry postarało się by użytkowanie Q10 było jeszcze praktyczniejsze i wyposażyli system w gesty. Oprócz przycisku na samej górze który odblokowuje telefon można wybrudzić przez przeciągnięcie palcem z dolnej ramki wyświetlacza do góry. Aby wejść w powiadomienia HUB, czyli miejsce w naszym terminalu gdzie znajdują się powiadomienia dotyczące aktualizacji aplikacji, informacji o słabej baterii, wiadomości tekstowych, e-maili, powiadomień z BBM albo innych aplikacji. Wystarczy z dolnej części belki przeciągnąć palec do połowy i do prawej krawędzi wyświetlacza. Ten gest umożliwia nam dostanie się do naszych powiadomień z każdego miejsca. Nie ważne czy obecnie jesteśmy w ustawieniach albo czy gramy w grę to możemy odczytać oraz odpisać na wiadomość i gestem w lewo wejść wszystkie otwarte aplikacje, a następnie wybrać tę, w której się znajdowaliśmy. Możemy też oczywiście je zamknąć.
Kolejną ciekawą funkcją wprowadzaną do Q10 jest możliwość wykrycia aktywnego pokrowca. Dzięki temu w ustawieniach można określić sposób zachowania urządzenia przy umieszczaniu terminalu w pokrowcu. Telefon może być m.in. przełączany w tryb uśpienia. Może w ten sposób spersonalizować że po wysunięciu, a następnie wsunięciu podczas próby połączenia przez abonenta nasze urządzenie automatycznie odrzuci próbę komunikacji.
W system została też wbudowana usługa o nazwie BlackBerry Protect, która umożliwia po wcześniejszym stworzeniu konta zablokowanie urządzenia w razie kradzieży bądź usunięcie wszystkich danych, by przestępcy nie mogli dostać się do zwartości. Pozwala też na śledzenie urządzenia, co w jego odnalezieniu może nam niezmiernie pomóc. Logując się na stronę http://protect.blackberry.com możemy wydać naszemu zagubionemu urządzeniu odpowiednie komendy. Minusem jest to że urządzenie musi mieć dostęp do Internetu inaczej nie będzie możliwa komunikacja.

## Specyfikacja
BlackBerry Q10 to smartfon o wymiarach 119.6 × 66.8 × 10.35 mm masie 139 gram. Można go spotkać w trzech kolorach: białym, czarnym oraz czerwonym. Z czego ten ostatni jest najrzadziej spotykanym egzemplarzem. Skonstruowany na zasadzie jednobryłowej. By móc z niego wykonywać połączenia oraz wysyłać wiadomości trzeba posiadać kartę microSIM. Użytkownik może być zadowolony z barw jakie są wyświetlane na ekranie urządzenia bo zostało ono wyposażone w dotykowy wyświetlacz pojemnościowy z technologiami: SUPERAMOLED, multi-touch.

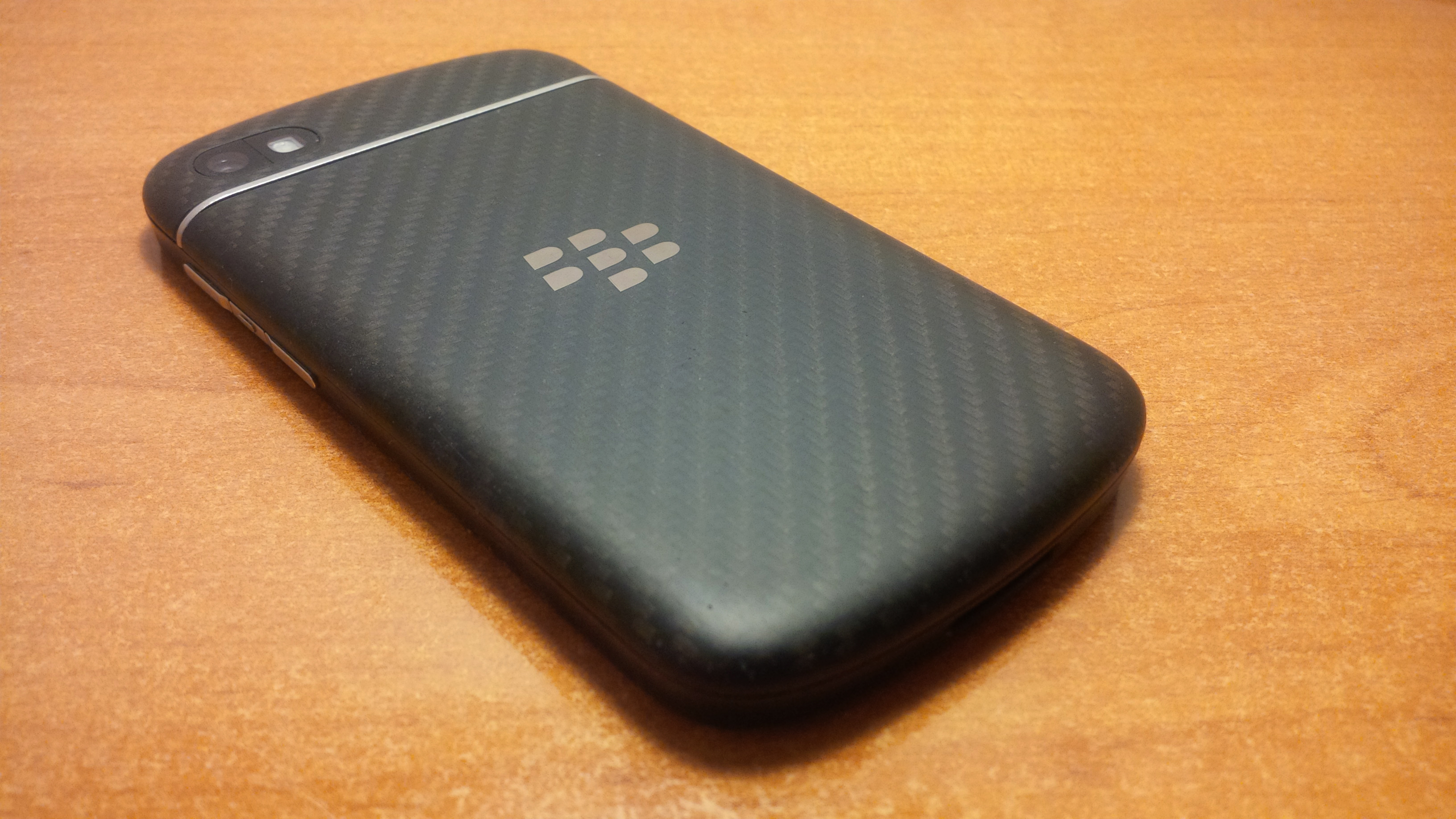
Tył telefonu BlackBerry Q10

## Czujniki
Telefon został wyposażony w szereg czujników takich jak:
- Akcelerometr
- Magnetometr
- Czujnik zbliżeniowy
- Żyroskop
- Czujnik światła otoczenia

dzięki zastosowaniu tych urządzeń odpowiednie aplikacje mogą zamienić go np.: w przyrząd do pomiaru przyśpieszeń, kompas, określić w jakiej pozycji się znajduje czy zamienić go w poziomnice, sprawdzić wartości natężenia światła. Ewentualnie wygasić ekran podczas rozmowy gdy coś zostanie wykryte przez czujnik zbliżeniowy.

## Jakość rozmów
Dzięki zastosowaniu trzech mikrofonów Q10 daje nam możliwość rozmowy nawet w hałaśliwym otoczeniu. Dwa mikrofony nasłuchują jakie dźwięki docierają do urządzenia natomiast trzeci mikrofon rejestruje naszą mowę. Następnie układ filtrujący odseparowuje hałaśliwe dźwięki z odtoczenia a rozmówca słyszy jedynie głos swojego odbiorcy praktycznie bez dźwięków z otoczenia.

## Dodatkowe akcesoria
Przy zakupie urządzenia można było otrzymać w zestawie:
- pudełko
- zestaw słuchawkowy
- instrukcję obsługi
- ładowarkę
- kabel USB
- płyta z oprogramowaniem

## Wersje urządzenia
Q10 zostało wydane w pięciu wersjach każda z nich miała na celu ulepszenia poprzednika w Europie przyjęła się trzecia. Dzięki zastosowaniu obsługo LTE oraz stabilnej pracy terminalu.
| Wersja urządzenia | opis |
| ----------------- | --- |
| SQN100-1          | - Quad band LTE 2,5,4,17 - Tri Band HSPA+/UMTS 1, 2, 5/6 - Quad band GSM/GPRS/EDGE (850/900/1800/1900 MHz)        |
| SQN100-2          | - Dual band LTE 13, 4 - Dual band CDMA 1xRTT/EVDO Rev A (800/1900 MHz) - Quad Band UMTS 1, 2, 5/6, 8              |
| SQN100-3          | - Penta Band LTE 3, 5, 7, 8, 20 - Quad band HSPA+/UMTS 1, 2, 5/6, 8 - Quad band GSM/GPRS/EDGE (850/900/1800 MHz)  |
| SQN100-5          | - Quad Band LTE 2, 5, 4, 17 - Quad band HSPA+/UMTS 1, 2, 4, 5/6 - Quad band GSM/GPRS/EDGE (850/900/1800/1900 MHz) |